# Mário de Avenches
Mário de Avenches foi um historiador galo-romano. Bispo de Avenches e conhecido sobretudo por sua Chronica, é venerado como santo pela Igreja Católica.

## Biografia
As poucas informações que se tem sobre ele, a parte a Chronica , derivam da inscrição sobre sua tumba em Lausana, na igreja de São Tírsio.
Provinha de uma rica família de cultura galo-romana e tornou-se bispo de Avêntico (atual Avenches) em 574, assumindo as tarefas seculares da diocese, sob o duque Teodefrido.
Tomou parte no segundo concílio de Mâcon e 585 e assim, provavelmente depois de 590, transferiu a sede episcopal de Avêntico, em rápida decadência, a Lausana.
Depois de sua morte, foi venerado como santo em Lausana. A sua festa caía em 9 de fevereiro ou 2 de fevereiro, e a igreja de São Tírsio foi renomeada São Mário. Hoje a Igreja Católica o recorda em 31 de dezembro.
A sua breve crônica é a continuação daquela redatada por Próspero de Aquitânia e cobre os anos entre 455 e 581. Representa uma fonte importante para a história dos burgúndios e dos francos, especialmente na segunda metade do século VI.

## Obras
- Chronica a. CCCCLV-DLXXXI. ed. Theodor Mommsen in Monumenta Germaniae Historica AA, XI, Berlino 1894. [ligação inativa]